# Monte Aserei
Il monte Aserei è una montagna dell'Appennino ligure alta 1432 m s.l.m. situata sullo  spartiacque tra la val Trebbia e la val Nure, non lontana dalla val Perino, sul confine tra i comuni di Coli, Farini e Ferriere. Parte delle pendici del monte ricadono anche nel comune di Corte Brugnatella.

## Storia
Si crede che il toponimo Aserei derivi, probabilmente, dal fatto che in origine la montagna fosse ricoperta da boschi di aceri, da cui deriverebbe l'iniziale toponimo Aseretum, poi evolutosi in Aserei.
In epoca medievale la zona, grazie alla sostanziale assenza di vegetazione ad alto fusto fu interessata dal passaggio di pellegrini che la utilizzavano per raggiungere la val Nure e, da qui, Bardi, in val Ceno, lungo la via degli Abati.
Oltre che dal passaggio dei pellegrini l'Aserei si trovava anche sul percorso della via del Sale che veniva utilizzata per collegare la Liguria con la pianura Padana permettendo di scambiare sale, olio e spezie liguri con i cereali coltivati in pianura.
All'inizio del XX secolo la cima, originariamente coperta di prati, fu oggetto di opere di rimboschimento artificiale con funzione antivento culminate con la creazione di una pineta.
Negli anni '50 l'Aserei fu teatro di uno dei primi tentativi di lotta biologica contro la processionaria del pino, che al tempo infestava la pineta posta sulla vetta: per debellarla vennero introdotti nella zona esemplari di formica rossa proveniente dalla zona alpina. L'esperimento è evidente per la presenza di formicai nelle zone esposte al sole nei pressi della vetta.

## Descrizione
La sua vetta è coperta da una pineta, attorniata da ampie praterie che in primavera si caratterizzano per la presenza di fiori, tra i quali spiccano cui specie rare come orchidee selvatiche e genziane. Nei pressi della sommità, se si eccettua la pineta, la vegetazione ad alto fusto è pressoché assente, mentre, più in basso, i versanti della montagna sono coperti da boschi e pascoli.  La prominenza topografica del monte è di 374 m.
La vista che si gode dalla sua cima può spaziare dalla val Nure alla val Trebbia.
Nei pressi della cima, a partire dal 2009, era presente una piccola stazione meteorologica, andata distrutta a causa del forte vento nel 2023.

## Turismo
Il monte è percorso da alcuni sentieri del CAI che permettono di raggiungerlo con escursioni sia a piedi che in mountain bike. Da Mareto, frazione di Farini, è raggiungibile tramite il sentiero recante il numero 027.

### Cartografia
- Carta escursionistica Appennino Piacentino 2 - Val Trebbia e Val Nure, Infocartografica SCN e CAI Piacenza, scala 1:25.000, edizione 2021